# Сани (язык)
Сани (Bai Lolo, Bai Yi, Sa’nguie, Sanie, Sanyie, Shanie, Shaniepu, White Yi) — лолойский язык, на котором говорят на юго-западе округа Фуминь; в районе Сишань муниципалитета Куньмин на севере округа Аньнин провинции Юньнань в Китае.

## Диалекты
Бредли (2005) сообщает о значительных вариантах в языке сани, и кратко сравнивает следующие 6 диалектов:
- Восточный: Чжаоцзун 昭宗 (также в Хуахунъюань и Юхуа)
- Северный: Цинхэ 清河
- Северо-восточный: Гулу 古律
- Северо-западный: Ломянь 罗免
- Юго-восточный: Чецзяби 车家壁 (также в Шицзу)
- Юго-западный: Тоцзи 妥吉

## Распределение
На языке сани говорят в 76 деревнях, 3 из которых говорят вперемешку с насу (Бредли, 2005). 58 из этих деревень относятся к району Сишань, 13 располагаются на юго-западе округа Фуминь, а 5 на северо-западе округа Аньнин.
- Округ Фуминь
  - Городок Юндин: 11 деревень (1121 человек)
    - Деревенский кластер Цинхэ: 5 деревень
    - Деревенский кластер Ваяо: 6 деревень (некоторые очень близки к округам)

  - Деревенские кластеры Майлунцин, Майлун, городок Даин 大营镇: 160 человек
- Район Сишань (основная область сани)
  - Городок Гулу 古律彝族白族乡: 29 деревень (3390 сани, < 3000 сани-говорящих)
    - Деревенский кластер Гулу: 7 деревень (868 сани)
    - Деревенский кластер Дому: 6 деревень (1442 сани)
    - Деревенский кластер Лему: 3 деревни (в одной носители сани вперемешку с носителями насу)
    - Деревенский кластер Топай: 8 деревень (394 сани)

  - Городок Туаньцзе 团结彝族白族乡
    - Деревенский кластер Дамэй: 3 деревни (2322 сани)
    - Деревенский кластер Дасин: 7 деревень (1936 сани)
    - Деревенский кластер Лунтань: 1 деревня (585 сани)
    - Деревенский кластер Тоцзи: 6 деревень (1042 сани)
    - Деревенский кластер Хуахунъюань: 1 деревня (658 сани и 238 хань); язык находится под угрозой исчезновения
    - Деревенский кластер Цитай: 3 деревни (2126 сани)
    - Деревенский кластер Юхуа: 3 деревни (1762 сани)

  - Городок Хэйлинпу
    - Деревенский кластер Чжаоцзун: 3 деревни (754 сани, 195 домохозяйств), которыми являются Чжаоцзун Дакунь, Чжаоцзунь Сяокунь, Хэнь.

  - Городок Мацзе
    - Деревня Шицзуй

  - Городок Бицзи: 176 человек
    - Деревня Чэцзяби: 750 человек народа и
- Округ Аньнин: 5 деревень (317 сани, <300 сани-говорящих)
  - Деревенский кластер Чжаоцзячжуан, городок Цинлун: 4 деревни; язык аналогичен Луцзе; юг городка Гулу
  - Деревенский кластер Хоушаньлан: 1 деревня (153 человека) называется Цинмэнькоу